# Piero Prampolini
Piero Prampolini (Reggio Emilia, 29 novembre 1925 – 17 agosto 2023) è stato un designer e progettista italiano di motociclette. Per la qualità dei suoi progetti e delle soluzioni tecniche da lui adottate, spesso le riviste gli hanno dato l’appellativo di ingegnere.

## Biografia

### Infanzia e formazione
Piero Prampolini nasce in una famiglia numerosa e molto povera. Frequenta i primi 3 anni di elementari al collegio opera pia “Cassoli-Guastavillani” di Bologna, per poi concluderle alla scuola pubblica e dopo le elementari, frequenta la scuola di disegno per operai Gaetano Chierici. Nel 1939 inizia a lavorare come operaio semplice alle Officine Reggiane, pur continuando a frequestare la scuola, diventerà disegnatore in ufficio tecnico.

#### Creatività

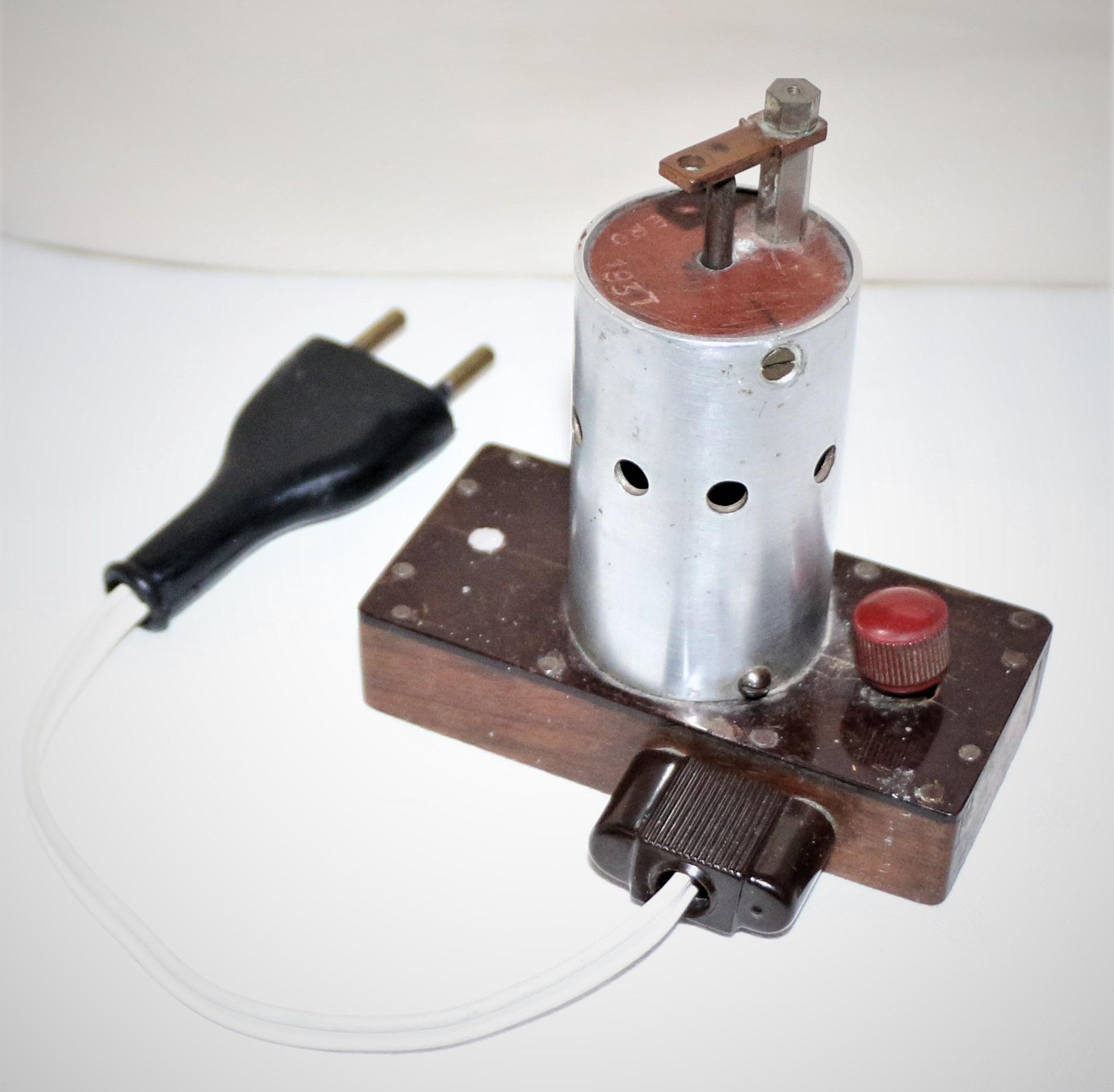
Accendino elettrico datato 1937: una delle poche costruzioni rimaste intatte e funzionanti.

Fin da bambino Piero è creativo e, tra i 10 e i 14 anni, costruisce diversi apparecchi elettrici, tra cui una radio e un accendino a scintilla. Tornato dalla guerra costruisce anche un motorino ausiliario da bici, che ancora possiede.

### La Seconda Guerra Mondiale
Nel 1943 Prampolini è chiamato alle armi, l’Italia è occupata dai Nazisti e Mussolini è a capo della Repubblica di Salò; egli rifiuta la leva in quanto antifascista. Poco dopo i tedeschi lo costringono ad arruolarsi minacciando la famiglia. Presta prima servizio come motorista d’aviazione a Verona, per poi essere mandato al fronte come cannoniere di una divisione antiaerea. Combatte sia in sud Italia, a Cassino, sia sulla linea Gotica. Verso la fine della guerra la sua divisione è annientata e lui scappa dal fronte, diretto a Cassano Magnago, dove le Reggiane hanno spostato l’ufficio tecnico.

### Ricostruzione
Finito il conflitto, negli anni che vanno dal 1946 al 50, alle Reggiane si lavora alla ricostruzione, non solo della fabbrica ma di tutta la città.
Piero Prampolini contribuisce alla realizzazione di gru interne allo stabilimento, diversi ponti nella provincia di Reggio Emilia, del gasometro cittadino e delle automotrici M2 serie 75 delle ferrovie Calabro-Lucane. In questo periodo Prampolini lavorava a fianco di ingegneri del calibro di Camillo Battisti e Aurelio Lampredi. Nel 1950 partecipa all’occupazione dello stabilimento, contribuendo alla realizzazione del trattore R60.

### Esperienza milanese (1951-1954)
Finito il lavoro per le Reggiane, Piero Prampolini e William Soncini, vanno a costituire l’ufficio tecnico della Parilla di Milano. Qui realizzano la Fox 175, che vinse il campionato MSDS (Motocicli-Sport-Derivati dalla-Serie) e restò in produzione per più di 10 anni. Dopo circa un anno e mezzo Prampolini accetta un’offerta dalla Mondial, per la quale progetta un ciclomotore a due tempi e una 175 monoalbero, soprannominata “ocone” per la forma allungata del carter della distribuzione. Alla fine del 1954 Prampolini decide di lasciare Milano, l’intenso inquinamento di quel periodo non giova ai suoi polmoni irritati (da bambino aveva la TBC).

### Prima parte a Pesaro
All’inizio del 1955 Piero accetta la chiamata di Giuseppe Benelli alla MotoBi. Il suo compito era quello di progettare un motore 4 tempi robusto e affidabile con la forma esterna a “uovo”, in modo da dare continuità all’estetica delle moto della casa, che faceva già motori a 2 tempi con quella forma (MotoBi Sprite e spring lasting). Nascono così i modelli MotoBi 125 Imperiale e il MotoBi 175 Catria, che sono subito un successo, sia commerciale sia nelle competizioni.
Il motore a uovo del tecnico reggiano è stato prodotto per più di vent’anni senza importanti modifiche ed è stato elogiato anche fuori dall'italia, per esempio nel 1957 un Catria è stato testato al nurburgring, stupendo i tedeschi in quanto ad affidabilità e prestazioni.
Alla MotoBi progetta anche il MotoBi 75 picnic: uno scooter a ruote medio-alte con motore e cambio separati: il motore da un lato e il cambio dall’altro; soluzione che permetteva un buon bilanciamento del peso. Per vari motivi Prampolini decide di licenziarsi nel 1960 e tornare a Reggio Emilia.

### OMER
Tornato a Reggio Piero Prampolini aiuta un suo ex collega delle Reggiane, Guglielmo Pezzarossa, nella sua azienda di motocarri: la OMER (Officine-Meccaniche-Emiliane-Reggio). Piero organizza la produzione in catena di montaggio, crea un magazzino e porta commesse esterne, risollevando la fabbrica. Oltre ai motocarri propri si produce anche per conto di: Ducati, MV Agusta e Benelli. Filippo Benelli chiede a Prampolini di lavorare per la Benelli e di tornare a Pesaro, lui accetta e nel 1966 si licenzia dalla OMER.

### Ritorno a Pesaro
Nel 1966 Prampolini torna a Pesaro, stavolta in pianta stabile e con la famiglia. In questa fase dalla sua carriera progetta il Benelli 650 Tornado e le moto da gran premio: la 350 e la 500 GP. Le moto da gara sono la massima espressione della meccanica di quel periodo e nonostante la scarsità di risorse che l’azienda può investire, le moto sono più che competitive, tanto che alla prima uscita a Pesaro, guidate da Jarno Saarinen battono Giacomo Agostini in sella alle sue MV-Agusta. Lo stesso Agostini è stato sul punto di firmare con la Benelli per correre con queste moto.

### Modena
All’inizio degli anni 70 il progettista va a Modena in quanto la Benelli è stata data in gestione ad Alejandro De Tomaso. In questo periodo progetta la prima moto 6 cilindri al mondo: la Benelli 750 sei. Molti progetti di Prampolini sono stati modificati in fase di realizzazione e industrializzazione dalla necessità, di De Tomaso di abbassare i costi. Dopo la fusione tra Benelli e Moto Guzzi, lavora molto anche per la casa di Mandello Del Lario, sistemando i problemi del V35. Piero Prampolini va in pensione nel 1986, tuttavia firma un contratto da consulente con la Moto Guzzi, per la quale lavora fino al 1996, in questo periodo propone raffreddamento a liquido e testate a 6 valvole, che purtroppo non vedranno mai la luce. Nel 1999 Piero si trasferisce a Soliera (MO), per essere vicino alla famiglia della figlia.

## Studio e Innovazione
Piero Prampolini non ha frequentato l’università, tuttavia ha portato a termine numerosissimi progetti e molte persone e riviste si rivolgevano a lui come “ingegner Prampolini”. Questo perché il tecnico reggiano non ha mai smesso di studiare, autonomamente, per i suoi progetti. Lo testimonia la fornita collezione di testi tecnici che ha a casa, molti di questi regalati da ingegneri famosi. Prampolini non nasconde il rimpianto di non aver frequentato l’università: se avesse avuto una laurea avrebbe potuto firmare tutti i suoi progetti.
Il suo metodo di progettazione è basato sull’uso di “fogli di calcolo”, scritti da lui stesso; questi davano una prima linea guida, che era poi migliorata caso per caso. Il metodo si è rivelato efficace, infatti la sua produzione spazia da scooter e moto turistiche a potenti bolidi da competizione. Molte delle soluzioni tecniche da lui adottate sono ritenute innovative, per esempio Piero era solito progettare motori superquadri e con un piccolo angolo di inclinazione delle valvole, contro la tendenza di quel periodo.
Nei suoi motori a 4 tempi preferiva i cuscinetti volventi (di solito a rullini) a quelli radenti (bronzine), sia per gli alberi motore sia per gli assi a camme. Un'altra soluzione introdotta da lui sono i condotti dell’olio di lubrificazione in acciaio inglobati nella fusione di alluminio dei carter (Tornado 650).
Ha lavorato molto sui cuscinetti, creando la prima gabbia a rullini per il piede di biella, l'alluminio della quale era ricavato dalle eliche degli aerei residuati bellici.

## Riconoscimenti
Il 2 dicembre 2006, si festeggia il 95º anniversario della Benelli; in quell'occasione Piero Preampolini riceve un attestato di riconoscimento.
L'anno successivo, il 3 novembre 2007, nella sede del Registro Storico Benelli a Pesaro, si è tenuta una festa per celebrare il passato glorioso della MotoBi. Erano presenti anche Piero Prampolini e Primo Zanzani, che hanno ricevuto un Piatto di riconoscimento.